# ميكيل أغارد
ميكيل أغارد (بالدنماركية: Mikkel Aagaard)‏ هو لاعب هوكي الجليد دنماركي، ولد في 18 أكتوبر 1995 في فريكشهاون في الدنمارك.

## وصلات خارجية
- ميكيل أغارد على موقع دوري الهوكي الوطني (الإنجليزية)
- ميكيل أغارد على موقع الدوري الأمريكي لهوكي الجليد (الإنجليزية)
- ميكيل أغارد على موقع EliteProspects.com (الإنجليزية)
- ميكيل أغارد على موقع Eurohockey.com (الإنجليزية)
- ميكيل أغارد على موقع HockeyDB.com (الإنجليزية)
- ميكيل أغارد على موقع أوليمبيديا (الإنجليزية)